# Xinqiu
Xinqiu (en chino, 新邱; pinyin, Xīnqiū, léase Sin-Chiuó) es un distrito urbano bajo la administración directa de la Prefectura Fuxin  en la Provincia de Liaoning, República Popular China.  Su área es de 125 km² y su población total para 2010 superó los 80 mil habitantes. 

## Administración
Desde julio de 2023, el  Distrito Xinqiu  se divide en 3 pueblos que se administran en 2 subdistritos y 1   poblado.